# Arnouville-lès-Mantes
Arnouville-lès-Mantes település Franciaországban, Yvelines megyében. Lakosainak száma 940 fő (2022. január 1.). Arnouville-lès-Mantes Boinville-en-Mantois, Breuil-Bois-Robert, Goussonville, Guerville, Hargeville, Rosay, Saint-Martin-des-Champs, Septeuil és Villette községekkel határos.

## Népesség
A település népességének változása:
| Lakosok száma | 900  | 921  | 943  | 938  | 941  | 939  | 940  | 940  | 940  |
|               | 2013 | 2015 | 2016 | 2017 | 2018 | 2019 | 2020 | 2021 | 2022 |